# تورياس
بلدية تورياس (بالإسبانية: Torrellas) هي بلدية تقع في مقاطعة سرقسطة التابعة لمنطقة أراغون شمال شرق إسبانيا.

## الديموغرافيا
بلغ عدد سكان بلدية تورياس 296 نسمة عام 2011 (وفقاً للمعهد الوطني الإسباني للإحصاء).
| 336 | 317 | 304 | 311 | 315 | 301 | 296 |